# Heiliger Hieronymus in Meditation (Caravaggio)
Der Heilige Hieronymus in Meditation ist ein Ölgemälde des italienischen Malers Caravaggio, das um 1605 entstand. Es wird in der Kunstsammlung des Klosters Montserrat bei Barcelona aufbewahrt. Es handelt sich um eines von ursprünglich mindestens acht Werken Caravaggios zu Hieronymus, von denen jedoch nur drei erhalten sind.

## Beschreibung
Caravaggio stellt Hieronymus als alten, ausgemergelten Mann mit Kahlkopf und weißem Kinnbart dar. Der Heilige ist bis auf ein weißes Lendentuch um seine Hüften nackt. Er sitzt auf einem weiten roten Mantel, der locker über Tisch und Bank geworfen ist und beide Oberschenkel des Heiligen teilweise bedeckt. Der rote Mantel ist ein Hinweis auf die Kardinalswürde des Heiligen. Obwohl er niemals Kardinal war, wird er in der Geschichte der Malerei gelegentlich mit den Insignien eines Kardinals ausgestattet. Die rechte Hand greift in seinen Kinnbart. Der Blick ist düster, er schaut nachdenklich vor sich hin. Auf dem Tisch liegt ein Totenkopf, ein Symbol des Memento mori. Hieronymus wird hier nicht als eifrig Studierender dargestellt, sondern als von der Askese gezeichneter Greis in all seiner körperlichen Schwäche.

## Provenienz
Das Gemälde stammt wahrscheinlich aus der Sammlung Giustiniani, die von Vincenzo Giustiniani und seinem Bruder, dem Kardinal Benedetto Giustiniani, aufgebaut wurde. Benedetto legte eine große Sammlung von religiösen Werken Caravaggios an. Auch ein heiliger Hieronymus mit denselben Abmessungen wie der hier behandelte befindet sich im Inventar der Sammlung Giustiniani von 1638. Von 1911 bis 1914 befand sich das Bild in der Sammlung Magni in Rom. 1914 wurde es von Roberto Longhi in der Sammlung Magni entdeckt und 1943 mit der Zuschreibung an Caravaggio publiziert. Das Bild wurde 1915 in Rom von Pater Bonaventura Ubach (1879–1960) im Rahmen einer Auktion angekauft. 1943 wurde das Bild auch durch Joan Ainaud de Lasarte (1919–1995) Caravaggio zugeschrieben. Diese Zuschreibungen wurden in der Folge von mehreren Kunsthistorikern bezweifelt. Nach der Ausstellung 1985 in New York und in Neapel und nach technischen Untersuchungen in den Jahren 1986 und 1992 mit Röntgen- und Infrarotstrahlen gilt es als eigenhändiges Werk Caravaggios.

## Ausstellungen
Das Bild wurde erstmals 1951 als „Caravaggio“ in Mailand ausgestellt.
2005 wurde es im Prado in Madrid restauriert und danach in Museu Nacional d’Art de Catalunya in Barcelona, im Hospital de los Venerables in Sevilla, im Museo de Bellas Artes de Bilbao, im Palazzo Reale in Madrid und im Museum Kunst Palast in Düsseldorf ausgestellt.